# Видземская возвышенность
Ви́дземская возвы́шенность (латыш. Vidzemes augstiene) — холмистая возвышенность на северо-востоке Латвии.
Видземская возывышенность состоит из Центральновидземской возвышенности (с высшей точкой Латвии — горой Гайзинькалнс, 311 м) и расположенной северо-восточнее Алуксненской или Восточно-Видземской возвышенности (гора Делинькалнс, 271 м), переходящей к северу в возвышенность Ханья. Видземская возывышенность сложена моренными суглинками, лежащими на девонских отложениях (главным образом доломиты). В низинах возвышенности находятся озёра, крупнейшие из которых — Алаукстс, Алукснес, Инесис.